# Olekszandr Sztanyiszlavovics Szirszkij
Olekszandr Sztanyiszlavovics Szirszkij (cirill betűkkel:  Олександр Станіславович Сирський; Novinki, 1965. július 26.) ukrán katonatiszt, 2019-től az Ukrán Fegyveres Erők Szárazföldi Erőinek parancsnoka. 2020-tól vezérezredes. A kelet-ukrajnai háború kezdetétől 2019-ig az orosz–ukrán konfrontációs övezetben zajló terroristaellenes hadművelet (ATO) erőinek törzsfőnöke, 2019 májusától augusztusáig az egyesített ukrán erők parancsnoka volt. 2024. február 8-tól az Ukrán Fegyveres Erők főparancsnoka.
A 2022-es orosz invázió során ő irányította Kijev védelmét, valamint ő volt a harkivi ellentámadás irányítója is.

## Élete
Az Oroszországi SZSZSZK Vlagyimiri területén, a mára elnéptelenedett Novinki faluban született. 1986-ban végzett Moszkvai Katonai  Parancsnoki Főiskolán. Utána csapattisztként szolgált a Szovjet Hadseregben, kezdetben szakaszparancsnok volt a 25. gépesített lövészhadosztály 426. gépesített lövészezredénél, amely Ukrajna Poltavai területén állomásozott. 1993–1995 között az Ukrán Nemzeti Gárda 6. hadosztálya Csuhujivben települt 17. gépesített lövész dandárjának,  majd ezen hadosztály 19. gépesített ezredének parancsnoka volt. 1996-ban kitüntetéssel végzett az Ukrán Fegyveres Erők Akadémiájának harcászati szintű tanfolyamán.
A 2000-es évek elejétől a Bila Cerkvában állomásozó 72. önálló gépesített dandár parancsnoka volt. 2005-ben aranyéremmel elvégezte az Ukrán Nemzeti Védelmi Akadémia hadműveleti szintű tanfolyamát.
2013-ban kinevezték az Ukrán Fegyveres Erők Főparancsnoki Központjának helyettes vezetőjévé. Ebben a beosztásában a NATO-val történő együttműködésért felelt. Fontos szerepet játszott a haderőreformban, az ukrán hadsereg NATO sztenderdek szerinti átalakításában. 2013 novemberében a brüsszeli NATO-központban Szirszkij tárgyalt az ukrán védelmi minisztérium nevében az ukrán hadsereg modernizálásáról. 
2024 február 8-án Volodimir Zelenszkij elnök Szirszkijt nevezte ki az Ukrán Fegyveres Erők főparancsnokává.

## Rendfokozatai
- vezérőrnagy (2009. augusztus 20.)[9]
- altábornagy (2016. december 5.)[10]
- vezérezredes (2020. augusztus 23.)[11]

## Magánélete
Nős, felesége Tamara Ivanyivna Harcsenko. Két fia van, Anton és Olekszandr.